# Geobatrachus walkeri
Geobatrachus walkeri é uma espécie de anfíbio  da família Craugastoridae. É a única espécie do género Geobatrachus.
É endémica da Colômbia.
Os seus habitats naturais são: regiões subtropicais ou tropicais húmidas de alta altitude.
Está ameaçada por perda de habitat.